# Riesenblauzungenskink
Der Riesenblauzungenskink oder Neuguinea-Riesenblauzungenskink (Tiliqua gigas) ist eine Echse aus der Familie der Skinke (Scincidae).

## Beschreibung

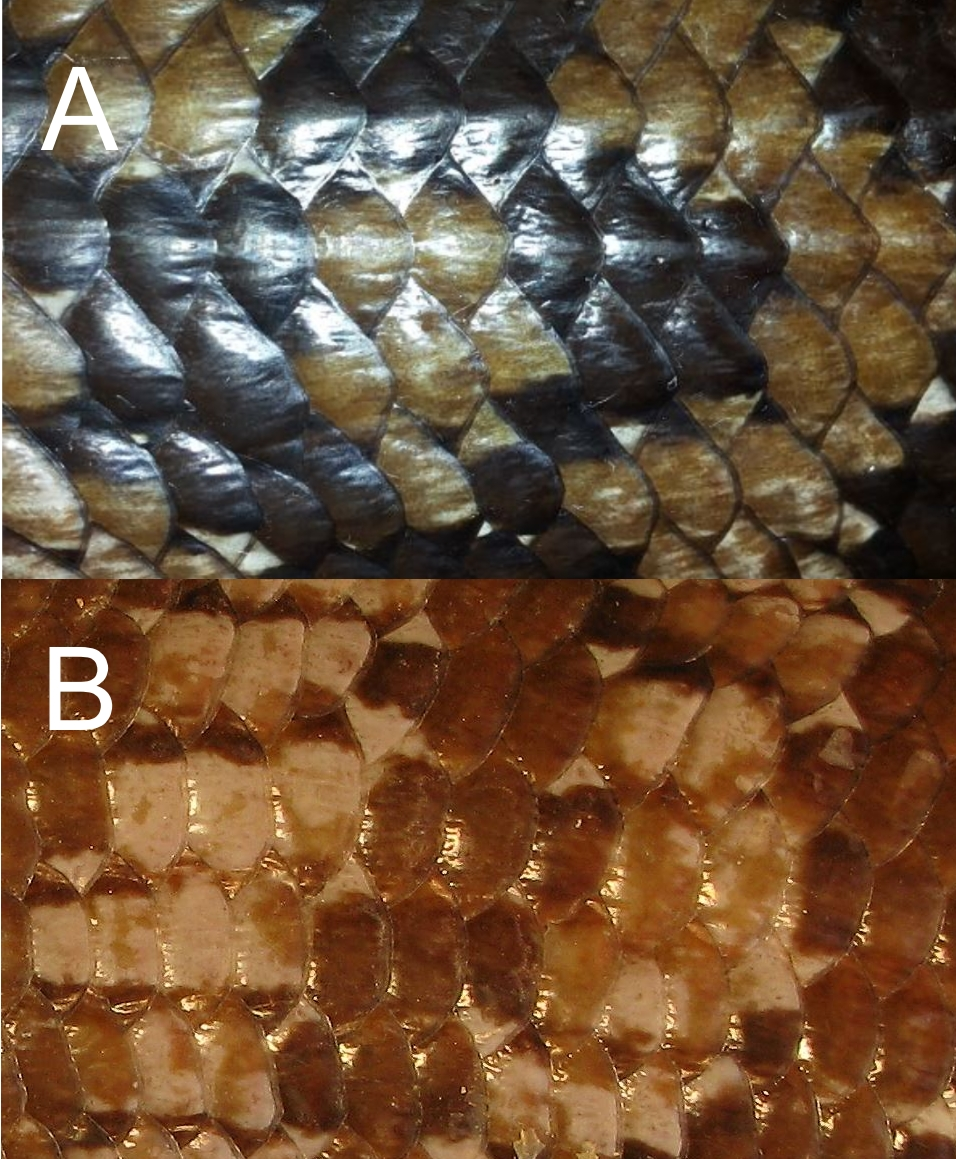
T. gigas (A) besitzt im Gegensatz zu T. scincoides (B) gekielte Schuppen

Der Riesenblauzungenskink erreicht eine Körperlänge von bis zu 60 cm. Die Männchen sind kräftiger gebaut als die Weibchen. Der Körper ist überwiegend olivbraun gefärbt und weist schwarze Flecken und Querbänderungen auf. Der Kopf und der Kehlbereich sind weißlich bis gräulich gefärbt. Markantestes Merkmal, wie bei allen Blauzungenskinken, ist die blaue Zunge, die zum Aufspüren der Beute und zur Abschreckung von Feinden dient. Im Gegensatz zum sehr ähnlichen Gemeinen Blauzungenskink Tiliqua scincoides beschränkt sich die Blaufärbung jedoch auf die Zungenspitze während die Zungenwurzel rosa gefärbt ist. Ein weiteres gutes Unterscheidungsmerkmal sind die Körperschuppen, welche bei T.gigas gekielt, bei T.scincoides jedoch abgerundet sind. Typisch für beide Arten sind der voluminöse Körper und die relativ dazu recht kurzen "stummeligen" Beine.

## Verbreitungsgebiet und Lebensraum
Der Riesenblauzungenskink ist in Neuguinea und dem östlichen Indonesien beheimatet. Er bevorzugt trockene bis mäßige feuchte Habitate wie z. B. Waldgebiete und hält sich meist unter Baumstümpfen, hohlen Stämmen oder ähnlichen Plätzen auf.

## Nahrung
Der Riesenblauzungenskink ist ein Allesfresser. Zu seiner Beute zählen unter anderem Schnecken, Würmer, Insekten und Spinnentiere. Er frisst aber auch pflanzliche Nahrung wie Blüten und Früchte.

## Fortpflanzung
Der Riesenblauzungenskink wird mit etwa zwei Jahren geschlechtsreif. Die Paarung findet meist zwischen September und November statt. Er gehört zu den lebend gebärenden Echsen. Nach einer Tragzeit von rund 120 bis 130 Tagen bringt das Weibchen zwischen acht und dreizehn Jungtiere zur Welt. Die Geburtsgröße beträgt zwischen 15 und 20 Zentimeter. Riesenblauzungenskinke können bis zu 17 Jahre alt werden.

## Unterarten
- Südlicher Neuguinea-Blauzungenskink (Tiliqua gigas evanescens)
- Kei-Island-Blauzungenskink (Tiliqua gigas keyensis)